# Сердобольский гранит
Сердобо́льский грани́т — разновидность плагиогранита, гранито-гнейс, добывавшийся в 1770—1930-х годах в каменоломнях на берегу и островах севера Ладожского озера, недалеко от города Сердоболь (современный Сортавала).
В исторических источниках термин «сердобольский гранит» употреблялся в отношении любых серых до чёрных твёрдых горных пород, которые добывались в окрестностях Сердоболя. С точки зрения петрографии сердобольский гранит — это горные породы «лауватсарско-импиниемского интрузивного комплекса раннего протерозоя Северного Приладожья (1,87—1,86 млрд лет), представленные фазами габброидов, диоритов и кварцевых диоритов, тоналитов, плагиогранитов», нередко огнейсованные.

## Использование
Сердобольский гранит (в широком значении термина) применялся как декоративный, скульптурный и строительный камень в Санкт-Петербурге и пригородах, в частности:
- в Эрмитаже из него изготовлены колонны Иорданской лестницы, в Новом Эрмитаже — высечены атланты портика, изготовлены колонны парадной лестницы и Двадцатиколонного зала;
- он использовался во внешней отделке Мраморного дворца, Михайловского замка и Николаевского дворца;
- из блоков сердобольского гранита выложен цоколь Казанского собора и его колоннады;
- из него изготовлены базы постаментов памятников Николаю I, Екатерине II, И. А. Крылову в Летнем саду;
- из него были сооружены ледорезы Благовещенского моста через Неву;
- он в виде блоков и плит применялся для кладки фундаментов.

Также он использован в Новгороде в наружной облицовке памятника «Тысячелетие России».

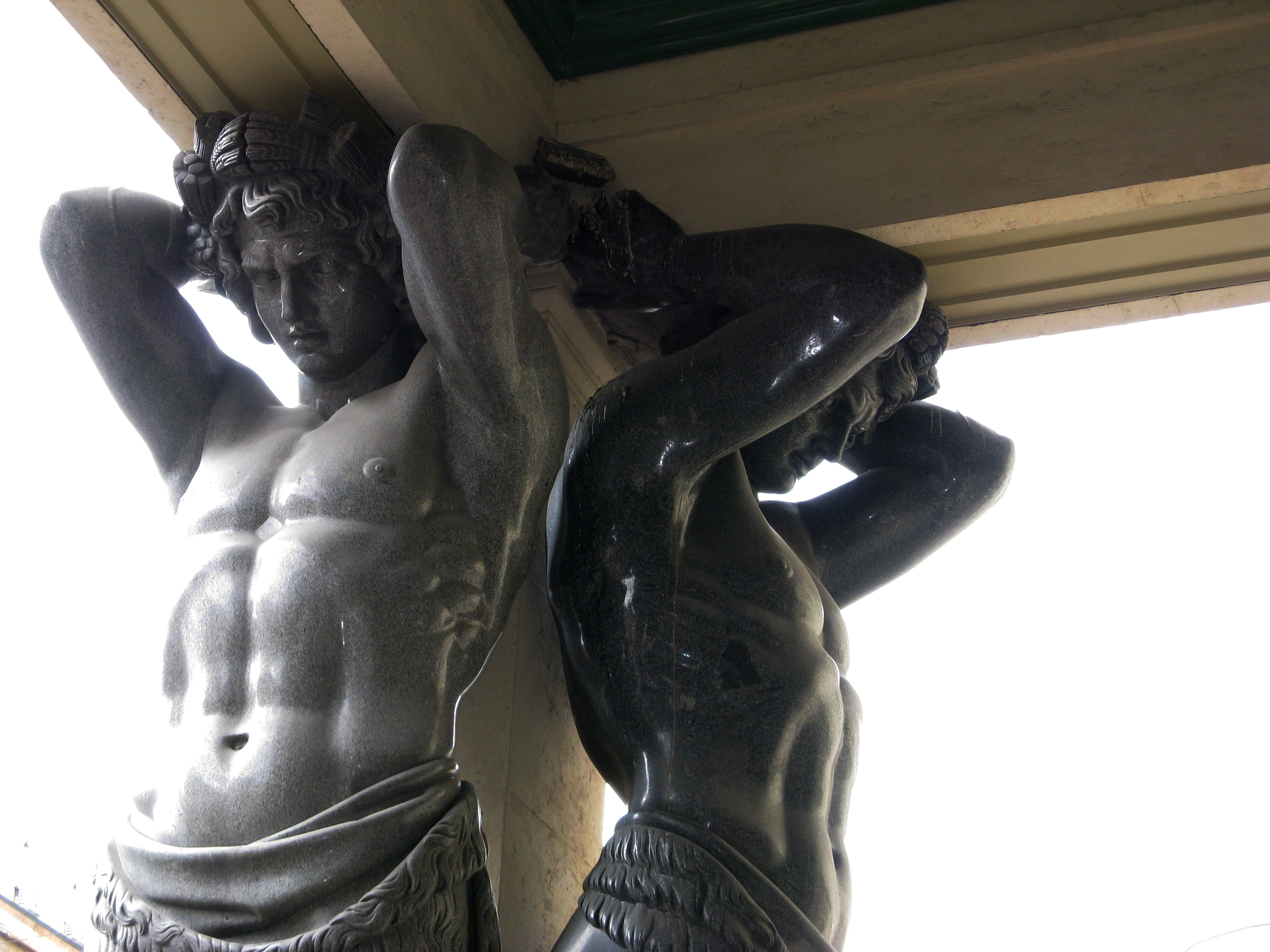
Атланты портика Нового Эрмитажа
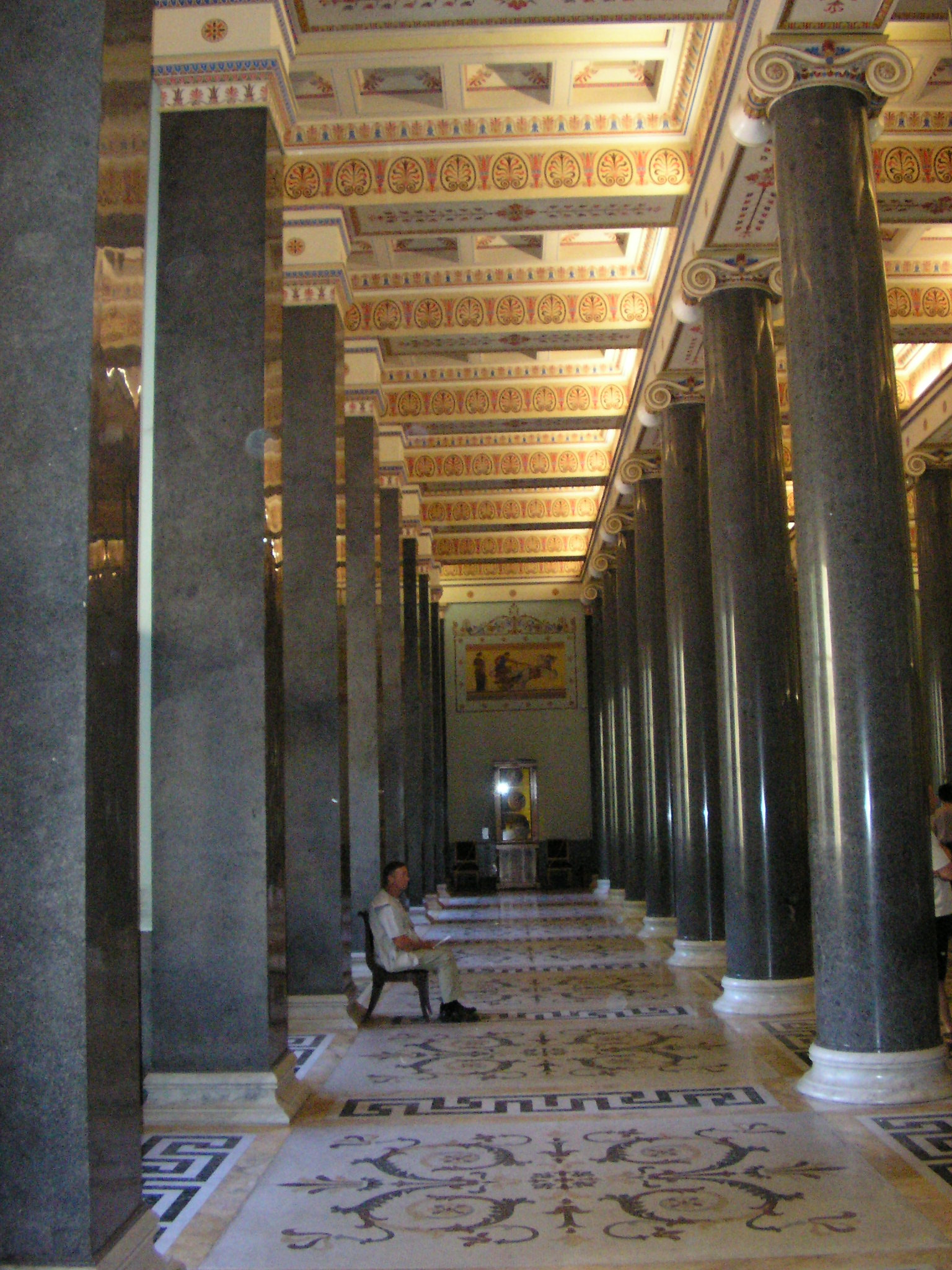
Колонны Двадцатиколонного зала Нового Эрмитажа
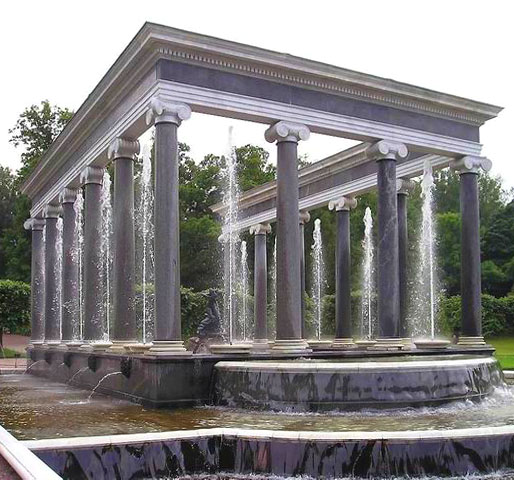
14 восьмиметровых колонн Львиного каскада (Петергоф)